# Aerothyris kerguelenensis
Aerothyris kerguelenensis is een soort in de taxonomische indeling van de armpotigen (Brachiopoda). 
Het dier behoort tot het geslacht Aerothyris en behoort tot de familie Terebratellidae. De wetenschappelijke naam van de soort werd voor het eerst geldig gepubliceerd in 1878 door Davidson.